# Denkmalgeschützte Objekte im Bezirk Tulln
Im Bezirk Tulln bestehen 634 denkmalgeschützte Objekte. Die unten angeführte Liste führt zu den Gemeindelisten und gibt die Anzahl der Objekte an.
| Gemeindeliste            | Objektzahl |
| ------------------------ | ---------- |
| Absdorf                  | 8          |
| Atzenbrugg               | 17         |
| Fels am Wagram           | 17         |
| Grafenwörth              | 34         |
| Großriedenthal           | 33         |
| Großweikersdorf          | 42         |
| Judenau-Baumgarten       | 15         |
| Kirchberg am Wagram      | 38         |
| Klosterneuburg           | 189        |
| Königsbrunn am Wagram    | 17         |
| Königstetten             | 9          |
| Langenrohr               | 6          |
| Michelhausen             | 25         |
| Muckendorf-Wipfing       | 3          |
| Sieghartskirchen         | 36         |
| Sitzenberg-Reidling      | 13         |
| St. Andrä-Wördern        | 17         |
| Tulbing                  | 10         |
| Tulln an der Donau       | 75         |
| Würmla                   | 9          |
| Zeiselmauer-Wolfpassing  | 9          |
| Zwentendorf an der Donau | 12         |
| Summe Bezirk Tulln       | 634        |